# Palata Bronza
Palata Bronza (Bronzina kuća) je palata porodice Bronza u Perastu. 

## Lokacija
Nalazi se u istočnom dijelu Perasta, u predjelu zvanom Luka, uz samu obalu. U ruševnom je stanju.

## Istorija
Datira iz 18. vijeka.
U 19. vijeku je izumrela porodična linija vlasnika porodica Bronza. Za vrijeme austro-ugarske vlasti služila je kao carinarnica. Trag ondašnje namjene ostao je u imenu Dogana (tal. za carinu) za zgradu. Danas je u palati župni ured, a također je i stambene namjene.

## Karakteristike
Pripada vrsti uobičajenih baroknih palata. Ima prizemlje, sprat i treću etažu u obliku belvedera, koji je oblika karakteristične barokne volute. 
Naglašeni dio glavne fasade je srednja okomica na kojoj su istaknuti elementi građevine: portal u prizemlju, balkon na spratu koji se proteže samo središnjim dijelom palate i belveder. U prizemlju je portal "u bunjatu" te dva elipsasta prozora, koja stilski pripadaju baroku. Na portalu je grb kazade Šilopija koji čini ptica (golubica) na stablu lipe, koje se nalazi na vrhu brda. Slijedi balkon na prvom spratu i mramorni reljef, točnije bareljef Navještenja (Blagovijesti) (djelo iz 1506. godine). Prozori su profila svojstvenog baroku. Iznad je belveder u središnjem dijelu. Palata ima i puškarnice. Palata Lastavica na pročelju prvog sprata ima po dva prozora sa svake strane, dok sa boka ima po dva prozora. Belveder na pročelju ima dva prozora. Ogradu na balkonu čine balustri.
Izvorni unutrašnji raspored prostorija sačuvao se do danas. Pragovi unutarnjih vrata su od korčulanskog kamena i bogato su obrađeni. Stropne grede nosači su profilirane. Palata čini dio urbanog ansambla, "otok Bronzu" (ižula Bronza) koji čine obrambena kula, sklop kuća i palata.